# Empire Burlesque
Empire Burlesque — двадцать третий студийный альбом американского автора-исполнителя Боба Дилана, выпущенный 10 июня 1985 года на Columbia Records. Спродюсированный самостоятельно, альбом достиг 33-го места в США и 11-го места в Великобритании.
В сопровождении нескольких сессионных музыкантов, включая участников Tom Petty and the Heartbreakers, Майка Кэмпбелла, Бенмонта Тенчс и Хоуи Эпштейна, альбом имеет отчетливую эстетику «стиля 80-х». Поклонники и критики продолжают спорить о достоинствах альбома, особенно по сравнению с его творчеством 1960-х и 1970-х годов.

## Запись
Прежде чем отправиться в европейское турне летом 1984 года, Дилан потратил значительное количество времени на запись демо-версий новых песен в своем доме в Малибу, иногда в сопровождении других музыкантов.
На репетициях перед туром Дилан попробовал исполнить по крайней мере три из этих новых песен и иногда находил время отшлифовать их тексты во время тура.
Когда тур закончился, Дилан вернулся в Нью-Йорк и приступил к работе над своим следующим студийным альбомом. Как сообщает Клинтон Хейлин, Дилан записывался на отдельных сессиях, что стало для него нормой, вместо того, чтобы «выделять студийное время» и концентрироваться на записи в течение одного периода. Результатом стала «беспрецедентная трата» времени на запись альбома Дилана с июля 1984 по март 1985 года (хотя The Freewheelin’ Bob Dylan был записан за столь же длительный период).
Чтобы учесть случайный характер этого процесса, Дилан решил сам продюсировать сессии. Артур Бейкер, который ранее работал с New Order и Afrika Bambaataa, позже был нанят для участия в этих сессиях, но большая часть продюсерской работы на самом деле принадлежала Дилану.
Одним из его первых решений было отказаться от постоянного набора музыкантов. Вместо этого Дилан записывался с эклектичным составом студийных профессионалов. 24 июля 1984 года в Intergalactic Studios состоялась прерванная сессия с группой Эла Грина. 26 июля в студии Delta Sound Studios состоялась сессия с Ронни Вудом (бывший участник Faces, а в настоящее время - The Rolling Stones), Антоном Фигом (наиболее известным как барабанщик house band Дэвида Леттермана) и Джоном Пэрисом.
На сессии Delta были записаны два заметных трека: «Driftin' Too Far from Shore» и «Clean Cut Kid». Первый был отложен в сторону и не был закончен до 1986 года, когда Дилан записал свой следующий альбом, Knocked Out Loaded. Последний первоначально был записан во время сессий the Infidels в 1983 году, но не был завершён до сих пор.
Позже Вуд описал свое удивление по поводу отсутствия у Дилана авторитета во время процесса микширования. [Инженеры] говорили: «Эй, Боб, нам это не нужно», а он отвечал: «О, ладно». И они делали микс для своих ушей, а он просто стоял снаружи и позволял им это делать. И я говорил: «Эй! Вы не можете позволить этим парням... Смотрите!! Они отказались от бэк-вокала!» или «А как же барабаны?!» Но у него в голове что-то происходило, и это не позволяло ему вмешиваться. И все же, если бы он вошёл в диспетчерскую с тем же превосходством, которое было у него, пока мы записывали материал, это могло бы поразить воображение».
Во время одной из сессий в период с июля по сентябрь 1984 года (в The Power Station) Дилан записал демо-версию песни под названием «Go 'Way Little Boy» вместе с Роном Вудом и «ковбойскими» рокерами Lone Justice. Дилан и Вуд также сыграли в версии песни Lone Justice «Go 'Way Little Boy», которая была записана на той же сессии и в конечном итоге была выпущена как би-сайд к их синглу «Sweet Sweet Baby (I'm Falling)». Блюзовый номер под названием «Oh Baby» также был записан в том же составе, но так и не вышел на экраны.
Что касается его собственного альбома, то нью-йоркские сессии пока были довольно непродуктивными. После шести месяцев работы у Дилана было всего несколько записей, которые были признаны приемлемыми, и только две из них в итоге появились на Empire Burlesque. «Иногда ничего не выходит, а иногда у меня получается много материала, который я сохраняю», - сказал тогда Дилан. «Я просто записываю песни, которые, по моему мнению, я хотел бы записать. Затем я слушаю и решаю, нравятся ли они мне. И если бы они мне не понравились, я бы либо перезаписал их, либо что-то в них изменил». В ноябре Дилан вернулся в Лос-Анджелес и начал запись там.
На ранних сессиях в Ocean Way Studios было сделано очень мало работ, которые были использованы для Empire Burlesque. Много времени было потрачено на записи песен других исполнителей, в том числе «In the Summertime» Рэя Дорсета (не путать с одноимённой песней самого Дилана), Freedom for the Stallion Алана Туссена и «Help Me Make It Through The Night» Криса Кристофферсона.
Работа стала намного продуктивнее, когда Дилан начал записываться в студии Cherokee Studios в Голливуде. Пригласив барабанщика Lone Justice Дона Хеффингтона для участия в сессиях в начале декабря, Дилан записал амбициозную песню, которую он написал в соавторстве с драматургом Сэмом Шепардом, под названием «New Danville Girl», а также еще одну песню. Для обеих песен были записаны приемлемые дубли, однако, несмотря на положительные отзывы коллег, Дилан в конечном итоге не включил «New Danville Girl» в альбом Empire Burlesque.
Несмотря на это, следующая песня «Something's Burning, Baby», записанная в студии Cherokee 14 декабря, также принесла ему успех. Бенмонт Тенч, Майк Кэмпбелл и Хоуи Эпштейн из Tom Petty and the Heartbreakers присоединились к Хеффингтону для записи.
В течение оставшейся части зимы Дилан записал большинство треков, которые в конечном итоге были использованы для альбома Empire Burlesque. 28 января 1985 года на очередной сессии в Cherokee был записан мастер-дубль «Seeing the Real You at Last». После этого 28 и/или 29 января Дилан ненадолго заехал в студию A&M, чтобы записать свой вклад в «We Are the World». 5 февраля Дилан записал мастер-дубли еще для двух треков: «Trust Yourself» и «I'll Remember You». 14 февраля, в День святого Валентина, Дилан записал песни о любви, в том числе «Straight A's in Love» Джонни Кэша, а также одну из своих собственных, «Emotionally Yours». За исключением сессионной песни «We Are the World», все эти песни были записаны с Хеффингтоном, the three Heartbreakers и несколькими другими сессионными музыкантами в студии Cherokee Studios в Голливуде.
С 14 по 19 февраля Дилан вернулся в Нью-Йорк и возобновил работу в Power Station. 19 февраля он провёл сессию с Роем Биттаном (фортепиано) и Стивом Ван Зандтом (гитара), участниками E Street Band Брюса Спрингстина. Они записали по крайней мере один пригодный для использования дубль «When the Night Comes Falling from the Sky», но Биттан и Ван Зандт не вернулись к оставшимся сессиям.
На следующий день к сессиям присоединились Слай Данбар и Робби Шекспир, более известные как рэгги-исполнители Sly and Robbie. Ранее они работали с Диланом над Infidels. Вместе с вокалистками Куин Эстер Марроу, Деброй Бёрд и Кэролин Деннис группа записала «Never Gonna Be the Same Again».
23 февраля Дилан вернулся в The Power Station со Слаем и Робби, своими бэк-вокалистами и несколькими сессионными музыкантами, включая Эла Купера, который заменил его на гитаре. В результате дневной работы была создана существенно отличающаяся версия «When the Night Comes Falling from the Sky», которая в конечном итоге была выбрана вместо «версии Ван Зандта», выпущенной несколькими днями ранее.
Примерно в это же время Дилан также вернулся к записи на сессиях Infidels «Someone's Got a Hold of My Heart». «Песня о том, как нас раздирают на части непримиримые требования», - по словам Клинтон Хейлин, в переработанном варианте из неё были убраны «почти все религиозные намёки из оригинала». Дилан переименовал её в «Tight Connection to My Heart» и отложил в сторону для дальнейшей обработки.
3 марта была записана последняя песня, совершенно новая композиция, которой всего несколько дней. Записанная вживую, без редактирования, наложения или приукрашивания, «Dark Eyes» также стала последней песней альбома.
Было запланировано ещё кое-что для перезаписи, но, поскольку запись, по сути, была закончена, Артуру Бейкеру было поручено сведение альбома. «У меня не слишком большой опыт в том, чтобы записи звучали хорошо», - сказал Дилан. «Я не знаю, как этого добиться. С Артуром Бейкером...Я просто пошёл и записал кучу всего подряд, а потом, когда пришло время сводить эту пластинку воедино, я принёс всё это ему, и он сделал так, чтобы это звучало как настоящая пластинка».

## Список композиций
Автор песен Боб Дилан

### Side One
1. «Tight Connection to My Heart (Has Anybody Seen My Love)» — 5:22
2. «Seeing the Real You at Last» — 4:21
3. «I’ll Remember You» — 4:14
4. «Clean Cut Kid» — 4:17
5. «Never Gonna Be the Same Again» — 3:11

### Side Two
1. «Trust Yourself» — 3:29
2. «Emotionally Yours» — 4:30
3. «When the Night Comes Falling from the Sky» — 7:30
4. «Something’s Burning, Baby» — 4:54
5. «Dark Eyes» — 5:07

## Участники записи
- Peggie Blu — backing vocals
- Debra Byrd — backing vocals
- Mike Campbell — guitar, vocals
- Chops — horn
- Alan Clark — synthesizer, keyboards
- Carolyn Dennis — backing vocals
- Sly Dunbar — percussion, drums
- Bob Dylan — guitar, harmonica, keyboards, producer, vocals
- Arthur Baker — mixing
- Howie Epstein — bass, vocals
- Anton Fig — drums
- Bob Glaub — bass
- Don Heffington — drums
- Ira Ingber — guitar
- Bashiri Johnson — percussion
- Jim Keltner — drums, vocals
- Stuart Kimball — guitar, electric guitar
- Al Kooper — guitar, rhythm guitar, horn, keyboards
- Queen Esther Marrow — backing vocals
- Sid McGinnis — guitar
- Vince Melamed — synthesizer
- John Paris — bass
- Ted Perlman — guitar
- Madelyn Quebec — vocals
- Richard Scher — synthesizer
- Robbie Shakespeare — bass
- Mick Taylor — guitar
- Benmont Tench — piano, keyboards
- Urban Blight Horns — horns
- David Watson — saxophone
- Ronnie Wood — guitar
- Josh Abbey — engineer

## Позиции в хит-парадах
Годовые чарты:
| Чарт (1985)           | Позиция |
| --------------------- | ------- |
| Канада (RPM Year-End) | 77      |